# Steve Brodie (Schauspieler)
Steve Brodie (* 25. November 1919 in El Dorado, Kansas als John Stephens; † 9. Januar 1992 in Los Angeles, Kalifornien) war ein US-amerikanischer Schauspieler. Zwischen 1944 und 1988 hatte er rund 170 Film- und Fernsehauftritte.

## Leben
Steve Brodie wurde in El Dorado, einer Kleinstadt in Kansas, unter dem Namen John Stephens geboren. Sein Vater starb kurz nach seiner Geburt. Zunächst arbeitete er unter anderem als Boxer, Rennfahrer und Ölarbeiter, ehe er sich der Schauspielerei zuwandte. Er wählte seinen Künstlernamen nach dem Artisten Steve Brodie († 1901), der angeblich in den 1880er-Jahren von der Brooklyn Bridge sprang und überlebte. Brodie versuchte zunächst sein Glück als Theaterschauspieler in New York, hatte dort jedoch nur wenig Erfolg.
Im Jahr 1944 absolvierte Brodie dann seine ersten Filmauftritte in Hollywood, zunächst allerdings nur in kleineren Rollen. Doch schon wenige Jahre später hatte er sich zu einem Nebendarsteller hochgearbeitet und spielte in Filmen von MGM, RKO Pictures und Republic Pictures. 1947 verkörperte er den wenig vertrauenswürdigen Kollegen von Robert Mitchums Privatdetektiv im Film-noir-Klassiker Goldenes Gift. Außerdem verkörperte im selben Jahr, erneut an Mitchums Seite, einen in einen Mordfall verwickelten Soldaten im Thriller Im Kreuzfeuer. Bei den meisten seiner Filme blieb er auf Nebenrollen beschränkt, doch drehte er zumindest einen bemerkenswerteren Film als Hauptdarsteller: in dem eher kostengünstig hergestellten Film noir In der Klemme (1947) unter Regie von Anthony Mann spielte er einen gutmütigen LKW-Fahrer, der unvermittelt in eine Mordsituation gerät und mit seiner schwangeren Ehefrau vor Polizei und Gangstern fliehen muss.
Neben diversen Auftritten in Film noirs verkörperte Brodie mit seiner leicht rauen Erscheinung auch häufiger Banditen in Westernfilmen. So war er beispielsweise neben James Stewart in Winchester ’73 und Über den Todespaß zu sehen. Ab Mitte der 1950er-Jahre ließen die Filmangebote für Brodie zusehends nach, er spielte nun stattdessen vermehrt in Fernsehserien. Zwischen 1960 und 1961 verkörperte er eine wiederkehrende Rolle als Sheriffs in der Westernserie Wyatt Earp greift ein. Im Verlauf der 1960er-Jahre hatte er Auftritte in drei Elvis-Presley-Filmen, gleich in zwei Filmen lieferte er sich dabei eine Prügelei mit Presleys Figuren. In den 1970er- und 1980er-Jahren kam Brodie nur noch sporadisch an Film- und Fernsehrollen, häufig in eher billig gemachten Science-Fiction-Filmen. Seinen bekanntesten Auftritt in Filmen dieser Art hatte er im Jahre 1975 in Angriff der Riesenspinne, wo er in der Hauptrolle eines Wissenschaftlers die titelgebende Spinne aufhält. Zuletzt machte er auch Voice-Overs für Fernsehserien. Insgesamt umfasst Brodies filmisches Schaffen rund 170 Film- und Fernsehproduktionen bis zum Jahr 1988.
Steve Brodie litt häufiger unter Alkoholproblemen und geriet aufgrund von Vergehen im Zusammenhang mit Alkohol mehrmals kurzzeitig in Haft. Er war dreimal verheiratet, zunächst von 1946 bis 1950 mit der Schauspielerin Lois Andrews (1924–1968). Diese Ehe wurde geschieden. Anschließend heiratete er Barbara Ann Stillwell Savitt, mit der er einen Sohn – den Regisseur Kevin Brodie (* 1952) – bekam. Nach der Scheidung der zweiten Ehe im Jahre 1966 heiratete Brodie 1973 Virginia Carol Hefner, mit der er bis zu seinem Tod zusammenblieb. Sie hatten ein Kind. Steve Brodie starb 1992 im Alter von 72 Jahren an einer Krebserkrankung.

## Filmografie (Auswahl)
- 1944: Ladies Courageous
- 1944: Follow the Boys
- 1944: Dreißig Sekunden über Tokio (Thirty Seconds Over Tokyo)
- 1945: Urlaub für die Liebe (The Clock)
- 1945: It’s in the Bag!
- 1945: Urlaub in Hollywood (Anchors Aweigh)
- 1945: Landung in Salerno (A Walk in the Sun)
- 1946: Land der Banditen (Badman’s Territory)
- 1947: Die Todesreiter von Kansas (Trail Street)
- 1947: In der Klemme (Desperate)
- 1947: Der Colt sitzt locker (Thunder Mountain)
- 1947: Im Kreuzfeuer (Crossfire)
- 1947: Goldenes Gift (Out of the Past)
- 1948: Der Schrecken von Texas (Return of the Bad Men)
- 1948: Gangster der Prärie (Station West)
- 1949: Home of the Brave
- 1949: Zweikampf am Red River (Massacre River)
- 1949: Das Erbe von Monte Christo (Treasure of Monte Cristo)
- 1949: Die Todeskurve (The Big Wheel)
- 1949: Cowboy-Gangster (Tough Assignment)
- 1950: Winchester ’73
- 1950: Armored Car Robbery
- 1950: Unser Admiral ist eine Lady (The Admiral Was a Lady)
- 1950: Den Morgen wirst du nicht erleben (Kiss Tomorrow Goodbye)
- 1951: Die Hölle von Korea (The Steel Helmet)
- 1951: Das Schwert von Monte Christo (The Sword of Monte Cristo)
- 1951: M
- 1951: Bis zum letzten Atemzug (Only the Valiant)
- 1952: Die Frau mit der eisernen Maske (Lady in the Iron Mask)
- 1952: The Story of Will Rogers
- 1953: Panik in New York (The Beast from 20,000 Fathoms)
- 1953: Der brennende Pfeil (The Charge at Feather River)
- 1953: Donovans Hirn (Donovan’s Brain)
- 1953–1954: The Lone Ranger (Fernsehserie, 3 Folgen)
- 1954: Die Caine war ihr Schicksal (The Caine Mutiny)
- 1954: Über den Todespaß (The Far Country)
- 1956: Turm des Todes (The Cruel Tower)
- 1956–1958: Alfred Hitchcock präsentiert (Alfred Hitchcock Presents, Fernsehserie, 4 Folgen)
- 1957: Die Würfel sind gefallen (Gun Duel in Durango)
- 1957: Sugarfoot (Fernsehserie, 1 Folge)
- 1958: Der Sierra-Baron (Sierra Baron)
- 1958–1959: Josh (Wanted: Dead or Alive, Fernsehserie, 3 Folgen)
- 1959/1963: 77 Sunset Strip (Fernsehserie, 2 Folgen)
- 1959–1963: Perry Mason (Fernsehserie, 3 Folgen)
- 1960: Mörder-Trio (Three Came to Kill)
- 1960: Der zweite Mann (The Deputy, Fernsehserie, 1 Folge)
- 1960–1961: Wyatt Earp greift ein (The Life and Legend of Wyatt Earp, Fernsehserie, 9 Folgen)
- 1960–1963: Tausend Meilen Staub (Rawhide, Fernsehserie, 3 Folgen)
- 1961: Maverick (Fernsehserie, 2 Folgen)
- 1961: Blaues Hawaii (Blue Hawaii)
- 1961–1962: Gleitbootpatrouille (Everglades!, Fernsehserie, 7 Folgen)
- 1961–1962: Cheyenne (Fernsehserie, 2 Folgen)
- 1961/1972: Rauchende Colts (Gunsmoke, Fernsehserie, 2 Folgen)
- 1962: Am Fuß der blauen Berge (Laramie, Fernsehserie, 1 Folge)
- 1962: Das Mädchen Tamiko (A Girl Named Tamiko)
- 1963: Die Leute von der Shiloh Ranch (The Virginian, Fernsehserie, 1 Folge)
- 1963: Ohne Moral (Of Love and Desire)
- 1963: A Bullet for Billy the Kid
- 1963: Sprung aus den Wolken (Ripcord, Fernsehserie, 1 Folge)
- 1963/1968: Bonanza (Fernsehserie, 3 Folgen)
- 1964: König der heißen Rhythmen (Roustabout)
- 1964–1968: Lassie (Fernsehserie, 3 Folgen)
- 1965: The Beverly Hillbillies (Fernsehserie, 1 Folge)
- 1965: Amos Burke (Burke’s Law, Fernsehserie, 1 Folge)
- 1966: Daktari (Fernsehserie, 2 Folgen)
- 1966: The Wild World of Batwoman
- 1967: Daniel Boone (Fernsehserie, 1 Folge)
- 1969: The Cycle Savages
- 1974–1978: Make-up und Pistolen (Police Woman, Fernsehserie, 3 Folgen)
- 1975: Angriff der Riesenspinne (The Giant Spider Invasion)
- 1978/1979: CHiPs (Fernsehserie, 2 Folgen)
- 1981: Frankenstein Island
- 1984: Die Schlamm-Babies (Mugsy’s Girls)
- 1988: Magic Movie (The Wizard of Speed and Time)